# ゲームセンターあらし
『ゲームセンターあらし』は、すがやみつるによる日本の漫画作品。『（月刊）コロコロコミック』（小学館）にて、1978年と1979年に2回読み切りが掲載され、1979年から1983年まで同誌に連載された。また、『小学一年生』『小学二年生』『小学三年生』で連載、もしくは掲載された。1982年には、シンエイ動画制作・日本テレビ系でテレビアニメ化されている。2013年には、ぽこぽこにてWeb漫画として原作をほぼそのまま無料で全話読むことができるサービスが行われた。2017年11月時点で単行本の売上は約500万部を記録している。

## 作品誕生のいきさつ
最初にすがやみつるが『あらし』を描いたのは、1978年の『コロコロコミック』9号 で、TVゲームの『ブロックくずし』を題材にした漫画を編集部が企画した時、アマチュア無線やマイコンをやっていたすがやに白羽の矢が立つ。担当編集者から「先生のオリジナル漫画は、どれも主人公がいい子で大人しい。この作品は『仮面ライダー』（すがやが作画を担当したこともある）みたいに描いてほしい。最後は主人公に空中回転してほしい」と言った。すがやは「テレビゲームは座って遊ぶもの」と思い抵抗があったが、「テレビゲームなど所詮一時的ブームで、単発の読み切りなのでムチャでもいいか」と考え、『ライダー』の新作と牛次郎・ビッグ錠のコンビによる『包丁人味平』『釘師サブやん』などの職人対決漫画を意識して、読みきり一本目は描かれた。締め切りまで10日もなかったが、新宿歌舞伎町のゲームセンターで編集者から、ゲームをやって使い切るまで帰るな、と百円硬貨1万円分（100枚）を渡され、アシスタントと共に、テレビゲームをやりまくったとのこと。
一本目を発表後『コロコロ』に連載したのは、すがやから企画を出したモータースポーツ漫画『F・1キッド』で、主人公がいい子であったため人気は今一だった。
翌年の1979年春に『ウルトラマン』シリーズを特集した増刊が出た際、『ウルトラマン』以外の漫画を2本載せることになり、このうちの1本を『あらし』にしたいとのことで、当時ブームだった『スペースインベーダー』をメインにして読み切り2本目が描かれた。すると人気投票で全体の8割の票を集めるトップとなり、急遽『コロコロコミック』に当時連載していた『F・1キッド』を終了させ、本誌で『あらし』を連載することになった。てんとう虫コミックスには、この読み切り2本目が第1話として収録されている。これは読み切りの1本目と2本目では、石野あらしと大文字さとるのキャラクター設定に微妙な違いがあり、連載が読み切り2本目の設定を基本にして作られたのと、すがや本人が読み切り1本目の原稿を紛失してしまったためである。
連載後もすがやは「これは『ライダー』だ」と言い聞かせて描いたが、アクションシーンにも違和感がなくなるどころか、大胆で非現実な話をうまく描くことができた。この『あらし』の好調ぶりで、すがやは「やっと漫画家として自らを認めた」と語っている。

## 概要
テレビゲームの攻略を題材とした、当時としては画期的なテーマの少年漫画であった。現在で言うところの「エレクトロニック・スポーツ（eスポーツ）」に相当するテレビゲームを使った対戦ではあるが、多くのエピソードでは自由意思ではなく、ゲームに負けたら主人公や人質を殺害すると強制された上での決闘に近い物である。
初期はタイトル通り、ゲームセンターで『インベーダーゲーム』の対決をしたりするもので、100円玉をコイン投入口に投げ入れる技をあらしが見せたりしていたが、当時小学生がゲームセンターにたむろして不良化するという現象が問題になっており、それを考慮して漫画でもあらしが行きつけのゲームセンターに出入りできなくなるという展開になってしまう。駄菓子屋の店頭のミニ筐体でのバトルや、ゲーム大会、二枚目でお金持ちのライバルであるさとるの家のパーティーでの巨大『ギャラクシアン』など、初期の数話を除いては結局ゲームセンターで対決する話はなくなり、舞台も徐々に荒唐無稽になってゆき、スケールアップしていった。
とんでもない秘技（必殺技）もこの作品の売りである。最初のうちはゲームに必須な動体視力を鍛える、バランス感や筋力を鍛えるなど現実的なものであったが、次第にエスカレートしていき、
- 「月面宙返り」
- スティックを高速で操作することでプレイヤーのキャラクターが敵からの攻撃を潜り抜けるという「炎のコマ」
- 静電気でゲーム機の電子回路に干渉して異常動作を発生させて有利に導く「エレクトリック・サンダー」

などが登場。これらは実現可能かどうかはともかく、一応ゲームに役立つ理屈がつけられていたり、「理論上は可能」と書かれていたりしたが、次第に
- 派手だが「ゲームに役立つ理屈」がよくわからない状態の「レインボーバズーカ」
- 「一生に一度しか使えない[注 1]」として編み出したが、何度も使っていた「スーパーノヴァ」

など、理由付けもゲームプレイとの関係も無い技が頻出。一般レベルから逸脱し、それに伴い話のスケールも拡大して、核戦争の危機や異次元からの侵入者をゲームによって解決するにまで至った。邪神や異星人、アフリカの原住民などゲームをやったことのない者がやり方を知っている場合も多い。対戦場所の環境、あるいはあらしのコンディションのため秘技が万全な状態で使えない場合もあり、敵キャラクターがあらしと同じ技、もしくは同等の技をあらしよりも高威力で使う場合も多く、その結果あらしが苦戦や敗退するも新秘技で打ち勝つケースも多かった。
また、この作品のもう一つの売りでもあった実在のアーケードビデオゲームでの対戦も、後半は「戦車ゲーム」などかなり適当でよく分からないゲームで戦うことになり、ゲーム内容よりも派手な舞台や敵キャラクター、秘技への依存が高くなってくる。これはすがやによると、新作ゲームに登場するキャラや設定が記号的なものから、どんどんゲーム独自の世界観が加味されたものになってしまい、『あらし』固有の非現実な世界を描きにくくなったためだという。
単行本はてんとう虫コミックスで全17巻が発売。2000年に太田出版より復刻版が刊行。読み切り1本目に関しては、てんとう虫コミックス版には未収録で太田出版版では『コロコロ』掲載時の校正刷りを元に収録（そのため、画質が他の話と比べると荒い。また、連載時のものにも1話校正刷りを使用したエピソードがある）。また、連載時には『別冊コロコロコミック』の長編との並行連載をしていた関係で、コミックスでは執筆・雑誌掲載順に収録されておらず、一部ストーリーに辻褄の合わないところがある。
『月刊コロコロコミック』が、『ドラえもん』などの藤子不二雄まんがを核とした雑誌から、ホビー情報や幅広い少年向け作品にも軸足を移していく道筋を付けた作品の一つである。
第28回（昭和57年度）小学館漫画賞児童部門受賞。

## 派生作品など
- 派生作品として、あらしのキャラクターを使ってPC-6001でBASICプログラミングを解説する『こんにちはマイコン』という漫画解説本刊行。
- 2002年『トラウママンガマガジン』（英知出版）で『ゲームセンターあらしA』を連載するも、掲載誌の休刊（全3号）により全3話で終わる。
- 同年12月より刊行されている『MSX MAGAZINE』永久保存版シリーズには『MSXPLAYerあらし』として新作が発表されている。
- 2003年に発行された別冊宝島のムック『「ゲーセン」最強読本 永久保存版名作ゲームBEST100』では、新作を描き下ろしている。
- i-revoゲームのホームページでは『ゲームセンターあらし』の最新作と冠した『あらしでわかる！i-revoゲーム』を掲載。
- 2007年8月、『ゲームセンターあらし』の続編である『サラリーマントレーダーあらし』を『コミック・ガンボ』で連載開始。その後、掲載誌の休刊で未完結のままで終了した。2008年4月、『サラリーマントレーダーあらし』は翔泳社のwebマガジン『MONEY（マネージン）』で再連載開始。掲載誌の休刊で未掲載だった「幻の第10話」も掲載した。
- 1994年、当時の謎本ブームを受けて、データハウスから『ゲームセンターあらしの秘密』が発売された。通常謎本は、作者にも出版社にも無断で発行されるため、作者は全く関わっておらず、原作の絵を引用することさえないが、本書の場合はまず作者であるすがやに執筆依頼があり、すがやが「この手の本は作者本人が書いても面白くないから」との理由で断り、代わりにパソコン通信で知り合ったあらしファンたちを紹介して彼らが執筆することになった（『ゲームセンターあらしの秘密』前書きより）。そのため同書は、謎本としては異例の「原作漫画のコマの引用」「作者本人へのインタビュー」などが掲載されている。
- 2018年冬発売の『コロコロアニキ』にて、「プロゲーマー編」として復活した[4]。

## ストーリー
基本的な筋は、主人公石野あらしが、ゲームセンターやゲーム大会を舞台に、全国、全世界から集まるライバルたちと熱戦を繰り広げるというもので、ストーリーは基本1話完結。『月刊コロコロ』での連載は比較的身近な世界を舞台にしており（それでも連載後半になると世界観は肥大化する）、『別冊コロコロ』での連載は1話約100ページに及ぶ大長編がメインで、最初から世界・宇宙規模の大きな世界観を持ったストーリーが展開された。

## 登場人物
声優はアニメ版のキャスト。

### あらしと仲間たち
石野 あらし
声 - 間嶋里美
主人公。中央小学校に通う6年生。読み切り1本目のみ名前表記が「石野嵐」。1969年（アニメでは1971年）1月1日生まれ、身長145センチメートル、体重38キログラム（アニメでの設定）。前歯の出っ歯とインベーダーゲーム大会優勝の記念品で常に頭に被っている赤いインベーダーキャップがトレードマーク（読み切り・連載開始当初は当時流行していた「アポロ17号キャップ」を着用）。運動神経も勉強も全くダメで学力も1年生で初めて習う足し算、引き算ができないほどの致命的で通信簿も1年生の時から常にオール1のだらしない性格だが（本人も「俺にはゲームしかない、俺からゲームを取ったら何も残らない」と気にしている）、テレビゲームがひとたび関われば天才的な腕前を誇り身体能力も飛躍的に向上する。また、家族、友情や義理人情を大事にする男気にも溢れている。読切ではゲームセンターにたむろする仲間が数人おり、「あらしのアニキ」と呼ばれていたが、連載ではさとると一平太がこれに変わっていった。大の風呂嫌いだが、そのたまった垢がジャンパーを固めており、高熱の炎まみれの秘技にも耐えることができる。出っ歯はダイヤモンドよりも硬く、出っ歯が生え変わるエピソードでは体のバランスが一時的に取れなくなってしまった。物語後半になると、単に硬いだけでなく、射出した出っ歯を神経をケーブルとして遠隔操作できるようになった。インベーダーキャップ以外にも、赤いジャンパーをほとんどずっと着ているらしく、一平太のふんどしともども不潔の代名詞とされていた（さとるはいつのまにか耐性ができていた）。
基本的にすがや作品の主人公は大文字さとるのような二枚目タイプだったが、本作では「これまでにない主人公を」ということで、いくつかデザインされた候補の中から出っ歯でブタ鼻の「一番醜いもの」が編集者によって選ばれた。色もデザイナーが臨時に塗ったものが『コロコロコミック』の表紙になってしまったため、そのまま正式採用になった。
名前の由来は小説家の石津嵐。
大文字 さとる
声 - 山田栄子
中学生であらしの最初のライバル。9月20日生まれ。家柄が良くハンサムで、IQ300の天才でスポーツも万能という抜け目の無い少年。高度なコンピュータ・プログラミングの腕を誇り、スーパーコンピュータ級のマシンを操ることもできる。読み切り2本と連載であらしとの勝負に敗れ、その後は友人となる。基本的に冷静で真面目な少年だが、あらしたちとつるむようになってからは随分と軽い性格になり、巨大なハンバーガーを皆で食い散らかすなど三枚目キャラになっていった。ゲーム馬鹿でしかないあらしと一平太を、頭脳と財力でサポートすることも多い。三段リーゼントという髪型が自慢だが（読み切りのみ四段リーゼント）、ストーリー中盤で髪の毛を剃られてしまうエピソードがあり、それ以降は同じ髪型のカツラを被るようになった。原作の終盤で一時アメリカにゲーム留学をしたこともある。ゲームプレイは論理的思考で行うため、他のゲーム戦士との対決では秘技を持たないがゆえに劣勢を強いられるケースが目立ったが、終盤ではあらしの「炎のコマ」を使いこなせるようになっていた。一番尊敬する人はビル・ゲイツ。
月影 一平太
声 - 緒方賢一
少年をカツアゲしてゲームに熱中していた八本木中学の中学生。8月29日生まれ。配下に50万人の手下を持つ大番長で、前出の東京湾でのインベーダーゲーム大会での勝負であらしと勝負して敗れ、その後はあらしと友情を持つようになった。劣勢に追い込まれると気が弱くなる傾向があり劇中ではかませのように負ける事も多いが物語の中盤からあらしの秘技である「炎のコマ」も扱えるようになるなど、ゲームの腕前も一流である。中学校を2年連続で落第するなど致命的な学力で、3度目の落第をしたら即退学の状態まで追い込まれて、その対策のために学習塾に通った経験もある。プライベートでは人形を沢山収集し、寝る時はネグリジェだったりと少女趣味。原作では白地にインベーダーマーク、アニメでは黄色地に赤で丸の中に漢数字の「一」が書かれたシャツに腹巻、学ランがトレードマーク。名前の由来は「インベーダー」と「月形半平太」をもじったものであり、自身も「月影インベーダー様」を自称するシーンがある。

### あらしの家族
石野 ブラシ
声 - 羽佐間道夫
あらしの父で、仕事は秘密諜報員。仕事が多忙のためほとんど家にいないが、実はあらし以上のゲームの腕前を持つ。秘技も、炎のコマ、ムーンサルト、真空ハリケーン撃ち、グレートタイフーンは作中の描写から使えるらしいことがわかる。ただし、レインボーバズーカやスーパーノヴァについては記述がなく、超スケールの秘技は使えない。ゴキブリが大の苦手。諜報員でありながら武術などはからきしダメ（あらし談）。
石野 ガラエ
声 - 峰あつ子
あらしの母。太っていて、息子の遺伝元を象徴する出っ歯を生やした主婦。息子への教育方針は厳しいが、あらしの帽子が消失した際、焼けた帽子の灰を使い新たなインベーダーキャップを徹夜で完成させるという息子思いな一面もある。
文部省の差し向けたエージェント「インベーダーウーマン」となって、秘技ノーブラボイン撃ちであらしを苦しめ、一旦帰宅した彼に足かせを付けて彼の寝室に監禁したこともある（理由は勉強せずにゲームに明け暮れていて将来が心配な息子を思いやっての行動だった）。初期はインベーダーウーマンの正体ということもあり、登場時は常に顔に影がかかったように隠れていたが、中盤以降普通に登場するようになる。これはすがやみつるが影にするのを忘れていたため。
石野 とんがらし
声 - 堀絢子
あらしの弟。生まれながらにして天才的な知能と勘とゲームの腕前を持っている。兄譲りで前歯が出っ歯だが1本だけ。弱点はおもらしで、どんな秘技をかけている最中でも、おしっこを漏らしてしまうとただの赤ん坊に戻ってしまう。炎のコマ、ムーンサルトは生まれてすぐに使えるようになり、あらしが特訓して身につけた真空ハリケーン撃ちも難なく使用し、また、あらしから輸血を受けたおかげではあったがスーパーノヴァさえ使用したことがある。件のエピソードではあらしの対戦相手ニコラスの息子で、瓜二つの容姿を持つ「タバスコ」の存在が語られている。連載終盤になると成長して小学生のような容姿となっている。2018年冬発売の『コロコロアニキ』に掲載された『プロゲーマー編』では現代が舞台であり、彼は30代のゲーム会社の社長として登場、超空間から戻ってきたあらし達（時間の流れが違うため出発当時の少年のまま）と再会した。

### デーモン社
ナンドー会長
声 - 永井一郎
超巨大組織・デーモン社の会長。異常に大きいハゲ頭に青白い顔、小柄な容姿でいつも緑色のスーツを着ている。あらしのインベーダーキャップを奪いたいがためにゲームで勝負を挑むが下手。第1話から登場するアニメのオリジナルキャラクター。変装が得意。エピソードによっては原作の「納戸博士」に相当するような役回りもあったが、容姿はほぼ別人で、原作とは異なりレギュラーキャラクターとしてその後も登場した。「納戸博士」の名前は、原作で一緒に登場した「安藤」や「能登」と合わせて、それぞれ論理素子のNAND、AND、NOTから来ている（作者HPより）。その後もアニメのナンドー会長は原作における様々な敵対人物の役回りが割り当てられており、結果的にその目的や行動原理は必ずしも一貫せず「あらしのインベーダーキャップを手に入れる」、「あらしを倒して自分がチャンピオンになる」など様々である。
エリカ・能登
声 - 高島雅羅
ナンドー会長の美人秘書兼プログラマー（あらしからは「プロ（の）グラマー」と勘違いされる）。変装をしてあらしたちの前に現れることもある。スタイル抜群で、あらしに初見で胸をいきなり触られたり、成り行きで裸になったりなど、この作品のお色気担当でもある。アニメのオリジナルキャラクターで、原作での納戸博士の助手「能登」がモデル。あらしの敵という存在ではあるが、山嵐に負けた時にはあらしの手助けをしたこともある。原作の能登のバストは「上げ底」である。

### 中央小学校
松本 すみれ
声 - 松原雅子（初登場時のみ横沢啓子）
あらしの同級生で、あらしが通っている小学校のアイドル的存在の美少女。原作では「山口聖子」の名前で1度だけ登場したが、アニメでは名前が変更され、レギュラーキャラクターとして登場した（新聞などでのあらすじ紹介では「つかさ」という名前になっていた）。あらしたちと行動を共にすることも多く、事実上あらしのガールフレンド的な存在。あらしの弟のとんがらしをとても可愛がっている。
銀八先生
声 - 安原義人
あらしの坦任の先生。ネーミングは当時人気のドラマ『3年B組金八先生』から。短足・ガニ股で、あだ名は「インベーダー足」「赤いタヌキ」。あらしとは小学校以来の付き合いである。あまりに成績が悪いあらしにゲームを止めさせようと、5日間かけてデスマッチを挑む。血マメが潰れるほどの特訓を積んだその執念は、生徒への愛ゆえのもの。最後にはあらしのゲームの情熱を思い知り、自ら負けを認めた。

### あらしの対戦相手など
日本で一番えらい人
時の総理大臣、大平正芳をモデルにした人物。実はゲーム好きなのだが、偉いためにゲーム好きを公言することができず、一平太を誘拐してあらしを誘い出し、ゲームの勝負を挑んだ（当時はテレビゲームは不良の遊びとされ、一般人は好きと公言できない雰囲気があった）。「あー、うー」が口癖なので正体はバレていた。
ドクロ大帝
声 - 富田耕生
本名不明。秘密結社「ネオ・ドクロ党」の総帥。あらしを誘拐してゲームを挑み、強力な秘技「超空間ブラックホール」であらしを追いつめた。しかしあらしがグレートタイフーンで対抗したため、自らの技をパワーアップし、その結果あらしと共に超空間に引きずり込まれそうになる。その際、あらしを庇って自らは異次元空間に消えた（原作では後に再登場するが、アニメでは1回きりの登場）。
プリンセス・コブラ
ドクロ大帝の娘。父親があらしに殺害されたと誤解し、勝負を挑む。父親よりも強化された「超空間ブラックホール」を放つが、あらしのグレートタイフーンとの共鳴によって「グレート・ブラックホール」となりその影響であらしたちと共に、父親のいる超空間に引きずり込まれてしまう。そこで父親に再会し、あらしへの誤解を解くと共に、協力して元の世界に戻った。便秘薬を愛用しており、敵であるサラマンダーの体内から脱出できるきっかけとなる。
山嵐 大作
声 - 広瀬正志
中黒にしか見えないような小さな山の字を用い、半ばあらしの名前を騙った「ゲームセンター 山 あらし」名義のゲーム道場を開いて金儲けをしていた悪党。幼い頃から空手で鍛えており、あらしの炎のコマ、ムーンサルト、エレクトリックサンダーをコピーして一度は簡単にあらしを破る。しかもインベーダーキャップをあらしから奪い、精神錯乱にしてしまう。その後、山嵐の空手の師匠によって真空ハリケーン撃ちを覚えたあらしと再戦、惨敗し、道場も壊されてしまう。基本的には空手やヌンチャクを使う肉体派のキャラクターである一方で、科学者のような一面も持ち合わせており、多数の研究員とともにインベーダーキャップの解析を行って代替品となるピラミッド型のキャップを開発したこともあった。その後はインベーダーキャップを燃やしたり、あらしとライバルとの戦いに乱入して邪魔をしたりと、嫌がらせを繰り返した。ラムに圧勝するなど、作中でもかなりの実力の持ち主だが、その行動のためにあらしとの友情が芽生えることはついになかった。しかしインベーダーキャップが生まれ変わるエピソードでは、あらしを思う母ガラエの行動に「あらしに負けたのではなく、あらしの母ちゃんの愛に負けた」とつぶやき、感動の涙を流す。
ハンス・シュミット
10歳にしてミュンヘン工科大学の入学試験を満点で合格した天才児。テレビゲーム世界一決定戦で決勝戦まであらしと戦い続けたが、実体戦車ゲームであらしを撃つつもりがそれを庇った一平太に命中。怒り狂ったあらしの体当たり攻撃に冷静さを失い、地雷原に飛び込んで敗退した（死亡したと思われたが生きており、再会したあらしに謝罪のうえ彼がテレビゲーム世界チャンピオンだと認めた）。その後、A国の誤射した核ミサイルの撃墜作戦にあらしと共に加わり（あらしはA国の要請、シュミットはS連邦の要請による）、全弾撃墜した。以後はあらしの良き親友となる。秘技は連射をする時、腕がカギ十字になる「ハーケンクロイツ（カギ十字）・ダイビング」。後のゲーム大会ではサーファーのミッキーと対戦して圧勝しているが、ホーク鷹野には歯が立たなかった様子。
氷雪之助
大雪山で眠っていた剣士。人間ではないようである。ゲームのことを全く知らず、パックマンを白魔の使いと勘違いし、ゲーム機を一刀両断した。その一撃であらしの最高得点を軽々と破り、それを雪之助の挑戦と受け取ったあらしは対戦を挑む。しかし、秘技「雪華の舞」は強力で、グレートタイフーンさえ破り、あらしを返り討ちにした。あらしは敗北の証としてインベーダーキャップを渡すが、「ゲームに命をかける奴は馬鹿だ」としてキャップを踏みにじった。あらしはゲーマーのプライドを取り戻すために山に篭り、レインボーバズーカを編み出した。リベンジ戦の前半では天候によってレインボーバズーカが使えず再びあらしは敗れそうになるが、グレートタイフーンによって雲を散らしてついに技を発動、雪華の舞を破った。雪之助は素直に敗北を認め、また、自分自身ではやはりその情熱を理解できないものの、あらしにとってはゲームへの情熱が重要なものであることを認めた。その後、あらしのピンチの時に再登場。「まだくだらないゲームなんかやっていたのか」と苦笑しながらも助太刀してくれた。
アーサー・ジュニア
声 - 石丸博也
ハリウッドの映画スターで大金持ち。超ハンサムである。メロン王女の結婚相手を決めるゲーム大会で、決勝戦まで残った。ハンサムかつスマートな外見からは想像できないほどパワフルな秘技（「スーパーゲームテクニック・スペースシャトル」）を使う（前述の『ゲームセンターあらしの秘密』では「わけの分からない必殺技」と揶揄されている）。しかし実力もありスマートな外見を持つにも関わらず、その戦い方はダーティであり、「スペースシャトル」であらしの出っ歯を抜き、出血への恐怖によってあらしの戦意を挫こうとした。あらしは出血をものともせず戦ったが、出っ歯無しでは技が不完全であり、水魚のポーズによって神経を集中しながら秘技を使わなければならず、苦戦した。しかし、水魚のポーズの精神集中によって奇跡的に出っ歯が生え（抜けた出っ歯は乳歯だった）、バランスを取り戻したあらしには歯が立たず、秘技もあらしに破られ大敗した。
ホーク鷹野
翼を背負った謎の人物であり、その翼によって空を飛ぶこともできるらしい。ゲームの腕は超一流であり、大文字さとるに圧勝すると、続けてシュミットや山嵐大作をも簡単に連破した。フェアな勝負精神の持ち主で、あらしに秘技抜きの勝負を提案していたが、その後、あらしが特訓で片目になると（ミツバチに瞼を刺され、眼帯をしていた）、そのハンデを考慮し、今度はあらしに秘技ありの勝負を提案した。正義感も強く、アマゾンではたくさんのゲーマー仲間を救っている。
ラム・ロム兄弟
巨大なゲーム（コントローラが人の大きさくらいある）であらしと対決した双子の兄弟。名前の由来は「RAM」「ROM」のコンピュータ用語。この名前を聞いたあらしは「アグネス・ラム」のような色っぽい女性をイメージしたが、実際は関西弁のごつい男たちだった。ロックの世界では有名で、大スターである。
キャラクターデザインは『女犯坊』のオマージュ。また、彼らとの対決はあらしが秘技を一切用いず、運動神経と持久力のみで勝利を収めた稀有な回でもある。
ラムは後に山嵐と戦うが、自慢の「ロック打法」は山嵐の「電撃吹雪拳」の前に全く通用せず敗れている。一方のロムは同じゲーム大会において一平太と対戦しており、炎のコマによって敗れている。
剣野 玉三郎
棺桶にインベーダーゲームを入れて街中を引いて歩き、賭けゲームで生計を立てている少年。「1勝負1000円、勝った者には1万円！」と書いた張り紙をしている。秘技はケン玉昇り竜。あらしに敗れた後は「賭けゲームはやめてケン玉一筋」とのこと。
ブッチャン
アフリカの原住民、「ブッチャマン」の少年。ひょんなことから拾った電子ゲームが日本製であったことから日本にやってきてあらしと対戦した。対戦では完全にあらしを圧倒して勝利寸前まで行ったがそこで不測の事態によりゲームを中断してアフリカに帰ってしまい、その唐突さにはあらしも面食らっていた。後に別な大会（後述）で他のライバルたちと共にあらしと再戦するが、その時は途中経過で「あらしが断トツ」であったが、試合が中断してしまったため、あらしとの勝敗は結局付かなかった。
ゲーム歯医者
本名は「大貫」。比較的初期から登場した、文字通りゲーム好きの歯医者。虫歯になったあらしに勝負を仕掛けた。アニメで彼の登場する「激痛！虫歯エイリアン」の回は、当時最も人気のあった回とされている。マッドサイエンティストのような一面を持っており、ダイヤよりも硬いと言われるあらしの出っ歯に興味を持ったことから、その後もこれを付け狙う形で登場した。「ハートで勝負!!チョコレート戦争」の回では、あらしを誘拐するためにミス・バレンタインと名乗る美少女に変装してゲーム大会を開催した。終盤のゲーム大会（ウルトラ大陸横断ゲーム大会）でも、あらし・一平太・山嵐・ブッチャンと共に決勝まで残っている。
太陽魔神 / コロナ
暗黒七魔神との戦いにおけるラスト2話（ただし初回は顔見せ程度）に登場したボス。一旦はあらしの前に敗れ去るが、ソーラーウォッチには捕獲されず行方不明となる。その後、あらしとの戦いでゲームの素晴らしさを知ったことで一介のゲーム戦士として蘇り、コロナを名乗る。あらしと再びテレビゲームで対決するも、ソーラーパワーを失ったあらしが通常の秘技さえもまともに使えないほど能力が落ちていたことを知り、自らゲームを放棄してあらしに特訓の猶予を与えるというフェアプレー精神を見せた。なお映画スターのようなハンサムな顔はお面であり、素顔はすがやの自画像そっくり。

## アイテム
インベーダーキャップ
あらしのインベーダーキャップは連載時の第4話（コミックスでは5話目に相当）の「激闘!! 巨大マシーン」から登場したもので、前述のように読み切りと連載開始当初は「アポロ17号キャップ」を被っており、最初からかぶっていたものではない。連載第1話（コミックスでは第2話）であらしが東京湾で行われたインベーダーゲーム大会でチャンピオンになったことを称えて「全日本TVゲーム協会」から贈られたものと理由付けされている。
最初のデザインはタイトーの『スペースインベーダー』のドット絵そのものだったが、1982年にテレビアニメ化を記念する形で、目が星型で出っ歯がついたインベーダーキャップに生まれ変わる。原作では前述の山嵐大作との勝負で燃やされてしまい、あらしの母親によって作り直されたというエピソードが描かれたが、アニメでは第1話から新型を被っていた。このインベーダーキャップは旧型・新型ともに実物が作られ、『コロコロコミック』誌上やアニメを放送した日本テレビで抽選景品としてプレゼントされた。また、アニメの放送時にはキャラ商品として通常の赤色、夏向けの白色のキャップが販売された。その後、赤色のインベーダーキャップが一時期再発売されていた。2019年にはタイトーからの正式許諾を得て、正式に「スペースインベーダー」の公式キャラクターがつけられたキャップが、『コロコロアニキ』の特別企画として、冊子購入者で事前予約者全員プレゼントという形で限定販売された（原作・アニメと同じ赤ベースに白のインベーダーマークタイプと、黒ベースでモスグリーンのインベーダーマークタイプの2種類が作られた）。2020年には後期仕様の物も作成された。
連載初期ではただのベースボールキャップで、「かぶると元気が出る」というメンタル的モチベーションを上げる程度のものだったが、その後「不思議な力を秘めている」という設定が加わり、一平太がこれを被ったときも普段以上の好調を見せた。山嵐の解析によればその力はピラミッドパワーと同等のものらしく、山嵐もこのときは方錐型のキャップをかぶることでインベーダーキャップに近いパワーを発揮した。新型のインベーダーキャップは旧インベーダーキャップの灰を浴びたときに出っ歯のインベーダーが浮かび上がり、以前にも増して強力なパワーが備わった。最終回では、未来人が歴史に名を残す人物に才能を与えるためのアイテムであることが明かされた。正確にはキャップそのものではなく出っ歯の付いたインベーダーのマークが力の源であるが、あらしのキャップにそれが備わったのは手違いだった様子。
ソーラーウォッチ
終盤の暗黒七魔人との戦い（1982年9月号 - 1983年1月号）において暗黒七魔人と戦うために、超人戦士エンジェルと名乗る戦士たちから託された腕時計。インベーダーキャップの10倍の威力を持つとされる。本来は暗黒七魔人をキャプチャー（捕獲）するためのアイテム。下記のようにスマートウォッチに相当する機能を持つ。
当時の夢の技術が盛り込まれており、後の世で言うガラケーと同様の様々な付加機能を備えていることが特徴。掲載誌の特集によれば文字通り太陽電池を備えており、通信機（マイク・スピーカー）、テレビ・ラジオ、カメラ・ビデオ（録画・再生）、テープレコーダー（録音・再生）、レーダー（敵までの周辺案内や、緊急警報など）、ゲーム（5種類）、そしてパソコン機能を搭載する。掲載されたイメージでは電卓のようなテンキーや小型キーボードなどを備えており、カラーディスプレイ画面のほかに7セグLCDによる時計の表示がある。AIも搭載している様子で、特集内では音声会話も普通にこなしていた。
ポケットコンピュータ
すがやの関わった作品にはしぱしばポケットコンピュータ（ポケコン）が登場するが、本作も例外ではなく、単発ながら第36回「炎の竜が奇跡をよんだ!!」で、さとるが使用した。さとるの計算によれば光や熱、風を使った秘技では対戦相手に勝てない（あらしの負け）との結果を算出しており、激高した一平太に踏み付けられた。結局あらしは光や熱、風といった間接的な手段ではなく、その身体能力を直接レバーにぶつける形の新秘技で勝利した。すがやは当時シャープのポケコンを愛用しており、PC-1210シリーズに酷似した機種が、細部まで細かく描き込まれている。

## 秘技（登場人物別）
石野あらし
下記の技（主に｢炎のコマ｣か｢月面宙返り｣）を複合して使用、または連続して使用することも多い。
- 水魚のポーズ
  - ヨガのポーズを取ることで精神統一を図る。

- 炎のコマ
  - コマを素手で回転させる特訓によって会得。レバーを超スピードでコントロール（原作では、1秒間に200万回以上）し、コンピュータを超える動きを発生させ、自機を消してしまう。後に一平太やさとるもできるようになる。「炎のコマリング撃ち」、「炎のコマ火の玉スペシャル」、「肉体炎のコマ」、｢人間炎のコマローリングファイア｣など派生技も多く、上位技として「炎のコマ火竜紅撃ち（かりゅうくれないうち）」がある。

- 月面宙返り（ムーンサルト）　
  - 不安定な飛行船でのゲーム対決で登場。アップライト筐体で逆立ちでプレイすることで筐体と一体化し、その発展技として誕生。一平太もできるが、あらしほど高く飛ぶことはできない。二段撃ちや十二段撃ちなど多段撃ちで使用することもある。

- エレクトリックサンダー
  - 腕をすり合わせる摩擦により電気を発生、コンピュータを狂わせる技。

- スーパーノヴァ
  - 全宇宙のエネルギーをその身体に集めて放射する高度な精神技。ちょっとでも気を抜くと身体が木っ端微塵になるため、当初は一生に一度しか使えないとまで言われていた。

- 真空ハリケーン撃ち
  - 体を高速で回転させることでその空気の流れでレバーをコントロールする技。発動時には「天！地！人！」と叫び、それぞれ独特のポーズを取った後回転する。

- グレートタイフーン
  - 真空ハリケーン撃ちの発展技。精神エネルギーを利用して大自然を味方につけるのがこの技の本質で、風を起こすだけでなく雷雲や雷をも呼び寄せる。あらしの技の中でも最大級のものであり、この技で決着がついた勝負は多い。

- レインボーバズーカ
  - 空中に輪をつくるように高速回転し、大気中に漂う微細な氷や水の成分を集めて巨大なレンズを作り出す。これにより太陽光線を集めてできた光と熱の束がマシンを直撃する。太陽の光を利用した光熱秘技のため、晴れの日しか使用できない。

- 大回転必殺イナズマ返し
  - 読み切り一本目でのみ登場。

- インベーダーコンチェルト第一番
- 必殺UFO落とし つるぎの舞い
- コスモアタック
- 出っ歯神経リモコン
- 月面きりもみ急降下
- 太陽風コロナ撃ち
- マンダーラ
- スペクトル分身撃ち
- スーパノヴァトリニティ

大文字さとる
- 水魚のポーズ
- 炎のコマ

月影一平太
- 水魚のポーズ
- 炎のコマ
- 月面宙返り（ムーンサルト）　
- エレクトリックサンダー

石野とんがらし
- 炎のコマ
- 月面宙返り
- 真空ハリケーン撃ち兄弟パワー
- レインボーバズーカ兄弟（ブラザー）アタック
- スーパーノヴァ

インベーダーウーマン
- ノーブラボイン撃ち
- 秘技ボインしばり

ハンス・シュミット
- 鈎十字急降下（ハーケンクロイツ・ダイビング）

ドクロ大帝
- 超空間ブラックホール（光速より早く手を動かし、四次元空間でゲーム機をコントロールする技）
- ツインブラックホール（両腕に一つずつブラックホールを発生させる強化版）
- 亜空間惑星大直列（グランド・クロス）（原作のみ使用）

銀八先生
- 月面宙返り六段

山嵐大作
- 炎のコマ（あらしのコピー技）
- 月面宙返り（あらしのコピー技）
- エレクトリックサンダー（あらしのコピー技）
- 山嵐電撃吹雪拳
- バミューダトライアングルアタック
- スフィンクス返し

氷雪の助
- 雪華の舞（グレートタイフーンを破った強力な技）

プリンセス・コブラ（ドクロ大帝の娘、原作のみ登場）
- 超空間ブラックホール（父ドクロ大帝と同じ技だが、威力は上）

## 作中に登場したゲーム
- ブロックくずし
- スペースインベーダー
- ギャラクシアン
- ギャラクシーウォーズ
- パクパクマン
- バルーンボンバー[注 4]
- パックマン
- ムーンクレスタ
- クレイジー・クライマー
- ラリーX
- ニューラリーX
- トランキライザーガン
- ドラキュラハンター
- ドンキーコング
- スクランブル
- 平安京エイリアン
- ミサイルコマンド
- クイックス
- スペースシーカー
- ワープ&ワープ
- マンホール、ジャッジ、パラシュート（ゲーム&ウオッチ）
- ゲーム電卓
- ゼビウス
- レッドタンク
- ディフェンダー
- ルート16
- スペースパニック
- アタックモグラ

## テレビアニメ
1982年（昭和57年）4月5日から同年9月27日までの放送で、全26話。制作はシンエイ動画。放送局は日本テレビ系。放送枠は月曜日19：00 - 19：30。
当時、シンエイ動画は藤子不二雄原作アニメの実制作のみに特化していたため、シンエイ動画初の藤子アニメではない作品となった。ただし、実際のアニメーション制作は土田プロダクションが中心となって行われており（クレジットでは「制作協力」）、シンエイ動画はプロデュースという形で関わっている。また、藤子不二雄作品以外で『コロコロコミック』に連載された作品がTVアニメ化したものは、同時期に2か月あまり早くから放送されていた『あさりちゃん』に次いで2番目である。
アニメ化に関しては、1980 - 81年を頂点としたファンの要望・署名活動などによって実現したものだったが、すがやみつる自身は主題歌の作詞をするなどアニメ製作に協力はしたものの、より幅広い層を対象にした作品作りをしなければならなくなり、『コロコロ』のメインである小学校高学年の読者たちに受けるネタが作りづらくなって、「自由が利かなくなってしまった。アニメになったことで結果的に「あらし」は死んだかな…」という認識を持っていたようで、後に「アニメ化であらしは終わった」と語るなど、アニメ化にはどちらかというと否定的だった。また、「あらしは国民的なメジャー作品向きでは無く、駄菓子屋路線なインディー作品」ともすがやは述べている。
当初の放送予定期間は1年間（全52話）で、放送開始当日の新聞の新番組紹介でも「52回」と放送予定回数が明記されたが、予定期間の半分の半年間（全26話）で終了した。
アニメはあらしたちとナンドー会長率いるデーモン社との戦いが話の中軸になっているが、基本的には原作のエピソードを踏襲しており、アニメオリジナルストーリーは最終話「あらしの敵はあらし!?」の1本のみだった。ただし前述の通り、あらしのインベーダーキャップや、一平太の服のデザインが若干変更されている。また、アニメのオリジナルキャラクターであるナンドー会長、エリカ・能登、松本すみれの3人がほぼ毎回登場してストーリーに絡んでくるため、原作の登場人物がこの3人に置きかえられたり、細かい話の流れが原作と微妙に異なっているものも少なくない。さらにアニメ放送時に当時の日本の家庭用テレビゲーム市場でトップシェアだった玩具メーカーのエポック社がメインスポンサーだった関係で、登場するゲームの中に『パクパクマン』や『モンスターハウス』などのエポック社製の放送当時発売しているオリジナル電子ゲームであらしたちとデーモン社が対戦するエピソードが多くある（プロダクトプレイスメントも兼ねている）。長らくソフト化はされていなかったが、2011年3月30日にDVD-BOX化された（当初は3月23日発売だったが、東日本大震災のため発売が延期された）。
テレビ放送前年の1981年に、パイロットフィルムが同じくシンエイ動画の作画により製作された。ラストボスがスーパーコンピューターという内容で、これを基にした1分間の映像がTBSの朝の時間帯（『テレビ列島7時』→『朝のワイドX』）の『コロコロコミック』のCMとしてほぼ1ヶ月おきに合計3回放送された。基本的に3回の放送は同じ内容だが、それぞれの放送におけるあらしの台詞が少しずつ異なっている。単なるCMであるにもかかわらず、当時の本作の人気を受けて放映の時間帯を誌上で告知するなど大々的な宣伝がされている（『テレビ列島7時』などは生放送だったため、「7時○○分ごろ放送」という大まかな放送予定時間が掲載された）。この時のあらしの声は、本編と同じく間嶋里美が担当している。このCMの元となったパイロットフィルムも、前出のDVD-BOXに特典映像として収録されている。
放送当時夜7時（19時）台のゴールデンタイムといえば、ちょうど第二次ベビーブーム期に産まれた団塊ジュニアをターゲットとした子ども向けテレビアニメやヒーロー物特撮児童向けドラマの激戦区となる時間帯であり、『あらし』と全く同じ月曜日19：00 - 19：30枠は『ドン・ドラキュラ』（テレビ東京など）や『釣りキチ三平』（フジテレビ系列）のほか、テレビ朝日系列局では『あさりちゃん』のアニメが放送中だった。そのため、同じ『コロコロコミック』連載漫画を原作に持つアニメですら裏番組として競合する事態となってしまい、このことが遠因で放送中に学年誌を発祥とする作品である『あさりちゃん』の『コロコロコミック』での連載が打ち切られる事態となり、小学館の学習雑誌部門から発売された少女漫画雑誌である『ぴょんぴょん』の創刊時に学年誌以外の連載が復活したという経緯がある。

### スタッフ
- 原作 - すがやみつる
- 企画 - 吉川斌（日本テレビ）
- プロデューサー - 武井英彦（日本テレビ）、児玉征太郎（シンエイ動画）
- チーフディレクター - 小華和ためお
- 作画監督 - 岡迫亘弘
- メカニックデザイン - 竹内昭
- 美術監督 - 高野正道
- 美術設定 - 工藤剛一
- 撮影監督 - 金子仁
- 編集 - 岡安肇、小野寺佳子、小島俊彦
- 録音監督 - 浦上靖夫
- 音楽 - 馬飼野康二
- 制作協力 - 土田プロダクション
- 制作 - 日本テレビ、シンエイ動画

### 主題歌
オープニングテーマ - 「ゲームセンターあらし」
作詞 - すがやみつる / 作曲・編曲 - 馬飼野康二 / 歌 - 水木一郎
エンディングテーマ - 「おいら熱帯低気圧！」
作詞 - すがやみつる / 作曲・編曲 - 馬飼野康二 / 歌 - 間嶋里美
現在は日本コロムビアから発売されているアニメ主題歌のオムニバス盤CDに、両曲とも収録されている。

### 各話リスト
| 話数 | 放送日        | サブタイトル                     | 脚本     | コンテ       | 演出       |
| ---- | ------------- | -------------------------------- | -------- | ------------ | ---------- |
| 1    | 1982年 4月5日 | ビッグコンピュータをやっつけろ!! | 吉川惣司 | 小華和ためお | 原田益次   |
| 2    | 4月12日       | 超秘技!!炎のコマ                 | 吉川惣司 | 原田益次     | 原田益次   |
| 3    | 4月19日       | 出たぞ!!必殺ムーンサルト         | 安藤豊弘 | 小華和ためお | 原田益次   |
| 4    | 4月26日       | 恋のハートがゲームに燃える       | 山崎晴哉 | 岡迫和之     | 原田益次   |
| 5    | 5月3日        | 恐怖の誕生パーティー             | 吉川惣司 | 黒川文男     | 原田益次   |
| 6    | 5月10日       | 爆走!!恐怖のブルートレイン       | 安藤豊弘 | 北原健雄     | 原田益次   |
| 7    | 5月17日       | 激痛!!虫歯エイリアン             | 吉川惣司 | 岡迫和之     | 原田益次   |
| 8    | 5月24日       | 男の勝負だ!!サイの目河原         | 山崎晴哉 | 谷田部雄次   | 原田益次   |
| 9    | 5月31日       | 短足インベーダー銀八先生         | 山崎晴哉 | 石崎すすむ   | 原田益次   |
| 10   | 6月7日        | 生きかえったドラキュラ           | 吉川惣司 | 岡迫和之     | 原田益次   |
| 11   | 6月14日       | やったぜ!!真空ハリケーン撃ち     | 山崎晴哉 | 北原健雄     | 原田益次   |
| 12   | 6月21日       | 謎のチョコレートを追え!!         | 吉川惣司 | 岡本達也     | 岡本達也   |
| 13   | 6月28日       | なぜか気になる超ボイン           | 山崎晴哉 | 岡迫和之     | 河合佐知彦 |
| 14   | 7月5日        | カサブタ谷の怪物                 | 吉川惣司 | 葉住英二     | 原田益次   |
| 15   | 7月12日       | ブラックホールから抜け出せ!!     | 山崎晴哉 | 葉住英二     | 原田益次   |
| 16   | 7月19日       | あらしの出っ歯が抜けた!!         | 山崎晴哉 | 岡迫和之     | 原田益次   |
| 17   | 7月26日       | とんがらし誕生!!                 | 吉川惣司 | 小華和ためお | 河合佐知彦 |
| 18   | 8月2日        | 大逆点!!サーフィンゲーム         | 中原朗   | 岡本達也     | 岡本達也   |
| 19   | 8月9日        | ハンバーガーはもうたくさん       | 山崎晴哉 | 原田益次     | 河合佐知彦 |
| 20   | 8月16日       | 怪奇！のろい屋敷                 | 吉川惣司 | 岡迫和之     | 岡本達也   |
| 21   | 8月23日       | 夏だ！ゲームだ！合宿だ！         | 山崎晴哉 | 葉住英二     | 河合佐知彦 |
| 22   | 8月30日       | ねらわれた天才 さとる            | 吉川惣司 | 岡本達也     | 岡本達也   |
| 23   | 9月6日        | とんがらしを救え!!               | 山崎晴哉 | 葉住英二     | 河合佐知彦 |
| 24   | 9月13日       | 天国からのSOS PART-I             | 吉川惣司 | 小鹿英吉     | 岡本達也   |
| 25   | 9月20日       | 天国からのSOS PART-II            | 吉川惣司 | 小華和ためお | 河合佐知彦 |
| 26   | 9月27日       | あらしの敵はあらし?!             | 山崎晴哉 | 岡本達也     | 岡本達也   |

### 放送局
※放送日時は1982年8月中旬 - 9月上旬時点、放送系列は放送当時のものとする。
| 放送地域       | 放送局             | 放送日時           | 放送系列                      | 備考                                                               |
| -------------- | ------------------ | ------------------ | ----------------------------- | ------------------------------------------------------------------ |
| 関東広域圏     | 日本テレビ         | 月曜 19:00 - 19:30 | 日本テレビ系列                | 制作局                                                             |
| 北海道         | 札幌テレビ         | 月曜 19:00 - 19:30 | 日本テレビ系列                |                                                                    |
| 宮城県         | ミヤギテレビ       | 月曜 19:00 - 19:30 | 日本テレビ系列                |                                                                    |
| 福島県         | 福島中央テレビ     | 月曜 19:00 - 19:30 | 日本テレビ系列                |                                                                    |
| 新潟県         | テレビ新潟         | 月曜 19:00 - 19:30 | 日本テレビ系列                |                                                                    |
| 長野県         | テレビ信州         | 月曜 19:00 - 19:30 | 日本テレビ系列 テレビ朝日系列 |                                                                    |
| 静岡県         | 静岡第一テレビ     | 月曜 19:00 - 19:30 | 日本テレビ系列                |                                                                    |
| 中京広域圏     | 中京テレビ         | 月曜 19:00 - 19:30 | 日本テレビ系列                |                                                                    |
| 近畿広域圏     | 読売テレビ         | 月曜 19:00 - 19:30 | 日本テレビ系列                |                                                                    |
| 広島県         | 広島テレビ         | 月曜 19:00 - 19:30 | 日本テレビ系列                |                                                                    |
| 香川県・岡山県 | 西日本放送         | 月曜 19:00 - 19:30 | 日本テレビ系列                |                                                                    |
| 福岡県         | 福岡放送           | 月曜 19:00 - 19:30 | 日本テレビ系列                |                                                                    |
| 長崎県         | テレビ長崎         | 月曜 19:00 - 19:30 | フジテレビ系列 日本テレビ系列 |                                                                    |
| 熊本県         | くまもと県民テレビ | 月曜 19:00 - 19:30 | 日本テレビ系列                |                                                                    |
| 青森県         | 青森放送           | 金曜 16:45 - 17:15 | 日本テレビ系列 テレビ朝日系列 | 本来の時間帯はテレビ朝日系列月曜19時台前半枠のアニメを同時ネット。 |
| 秋田県         | 秋田放送           | 木曜 17:00 - 17:30 | 日本テレビ系列                | 本来の時間帯は『ぴったし カン・カン』（TBS制作）を遅れネット。     |
| 山形県         | 山形放送           | 日曜 6:15 - 6:45   | 日本テレビ系列 テレビ朝日系列 | 本来の時間帯は『ぴったし カン・カン』（TBS制作）を遅れネット。     |
| 富山県         | 北日本放送         | 金曜 17:00 - 17:30 | 日本テレビ系列                |                                                                    |
| 福井県         | 福井放送           | 火曜 17:00 - 17:30 | 日本テレビ系列                |                                                                    |
| 高知県         | 高知放送           | 金曜 17:00 - 17:30 | 日本テレビ系列                | 本来の時間帯は『サザエさん』（フジテレビ制作）を遅れネット。       |
| 宮崎県         | 宮崎放送           | 月曜 17:25 - 17:55 | TBS系列                       |                                                                    |
| 鹿児島県       | 南日本放送         | 水曜 17:25 - 17:55 | TBS系列                       |                                                                    |

## 単行本
- てんとう虫コミックス『ゲームセンターあらし 全17巻』小学館
- 小学館コロコロ文庫『ゲームセンターあらし（傑作選） 全3巻』小学館
- My First BIGコロコロ30周年シリーズ『ゲームセンターあらし 戦え！ゲーム戦士あらし編』小学館
- 『ゲームセンターあらし（完全復刻版）全4巻』太田出版
- トラウママンガブックス『ゲームセンターあらし対マイコン電児ラン+こんにちはマイコン完全版 全1巻』英知出版

## ゲーム
『ノベルズ〜ゲームセンターあらしR〜』
PSソフト発売：株式会社ヴィジット 標準価格：5,800円（税別）
1999年に発売。ジャンル：サウンドノベル
短編ノベルゲームが複数収録されたオムニバスソフト。表題作は他のタイトルをプレイしてポイントを稼がないと遊ぶことができない。内容は原作の最終回でゲーム伝道のために宇宙に旅立ったあらしたちが、地球に一時的に戻ってくるというもので、ポリゴンなどの新技術が導入された地球のゲームの進歩に驚くシーンがあった。

## その他
エピソードの一つ「ゴキブリ大作戦」は、すがやが『仮面ライダー』を描いていた頃、猛多忙で下宿の自分の部屋に帰る暇もほとんど無いのに、部屋の明かりだけは24時間つけっ放しにしていたため、冬になって下宿じゅうのゴキブリがすがやの部屋に集合してしまい、バルサンで駆除したらゴキブリ（すがやによるとチャバネゴキブリ）がチリトリに山盛り3杯分もいた…という実話をヒントにしている（すがや公式ブログより）。
連載当時、同じく『コロコロ』に『釣りバカ大将』を連載していた桜多吾作（すがやにとっては兄弟子に当たる）の仕事場をすがやが訪問すると、桜多のアシスタントを務める徳田ザウルスが下を向いて笑っており、天井には桜多による「打倒すがや」のスローガンが貼ってあった。読者の人気アンケートでどうしても『あらし』に勝てないがゆえの行為だったが、日頃から親しい桜多の性格をよく知っていたすがやは腹を立てず、かえって楽しくなったという。また、「天国を救え！」に登場した天使のチルチルは、打ち合わせの際にキャラクター作りで困っていたすがやのもとを訪れた桜多が、その場でデザインしたキャラクターである。
ゲームセンターあらしはエレクトロニック・スポーツ（通称eスポーツ）の先駆けとして捉えられることもある。すがやはこのような声に対しツイッター上で、おそらく「『ゲームセンターあらし』なんて知らない人たちが始めたものだと思いますので」と否定し、プロスポーツとしてのeスポーツの発祥は海外、と答えている。